# 泉州銀行
株式会社泉州銀行（せんしゅうぎんこう、英: The Senshu Bank, Ltd.）は、かつて存在した池田泉州ホールディングス傘下の地方銀行。大阪府岸和田市に本店を置き、泉州地域を地盤としていた。2010年5月1日に池田銀行と合併し、池田泉州銀行となった。

## 概要
いわゆる戦後地銀であるが、設立当初に三和銀行（現在の三菱UFJ銀行）から一部店舗を継承するなど、同社との関係が深く、1990年代のバブル崩壊後の不況の煽りを受けた金融危機を受けて、2001年に大阪の非財閥系都銀として勢力を誇った三和銀行の系列に入っている。
2008年には大阪府の北摂地域を地盤とする池田銀行との経営統合の計画を発表。2009年10月1日に金融持株会社の池田泉州ホールディングスを設立。両行がその傘下に入り、約半年後の2010年5月1日に合併、池田泉州銀行として発足した。
その歴史から、一部の店舗では泉州銀行設立よりも古い歴史を有し、戦前に泉州地域に存在した辻林銀行（三和銀行と阪南銀行（現在の三井住友銀行）に分割吸収）等にそのルーツを求めることもできる。
本店の建物は村野藤吾による設計である。

## 沿革
- 1951年 - 株式会社泉州銀行設立[1]。
- 1953年 - 和歌山商工信用金庫の事業を継承。
- 1973年 - 大阪証券取引所第1部へ株式上場[1]。
- 2001年 - 三和銀行（現・三菱UFJ銀行）の子会社となる。
- 2008年2月22日 - 池田銀行と経営統合の計画発表。
- 2009年10月1日 - 池田泉州ホールディングスの傘下入り。
- 2010年5月1日 - 池田銀行と合併し、法人解散。

## 営業政策

### 店舗展開
本店は岸和田市に置いていたが、店舗数は堺市が一番多かった。府外は東京支店、和歌山支店のみ。

### 自動機サービス
ATMでの預金引出し取引については、同行親会社の三菱東京UFJ銀行、及びイオン銀行と相互に無料提携を行っていた。池田銀行との経営統合に合わせて、阪急電鉄の鉄道駅構内にあるPatSatとも無料提携を行った。

## 情報処理システム
大正銀行（現在の徳島大正銀行）及び鳥取銀行（三菱UFJ銀行が筆頭株主、三菱UFJ信託銀行も大株主）と「BCS共同利用型基幹システム」を利用していた。

## 関連会社
- 株式会社泉州カード
- 泉州総合リース株式会社
- 泉州ソフトウェアサービス株式会社
- 近畿信用保証株式会社
- 泉銀ビジネスサービス株式会社
- 株式会社バンク・コンピュータ・サービス